# ألكسندر صديق

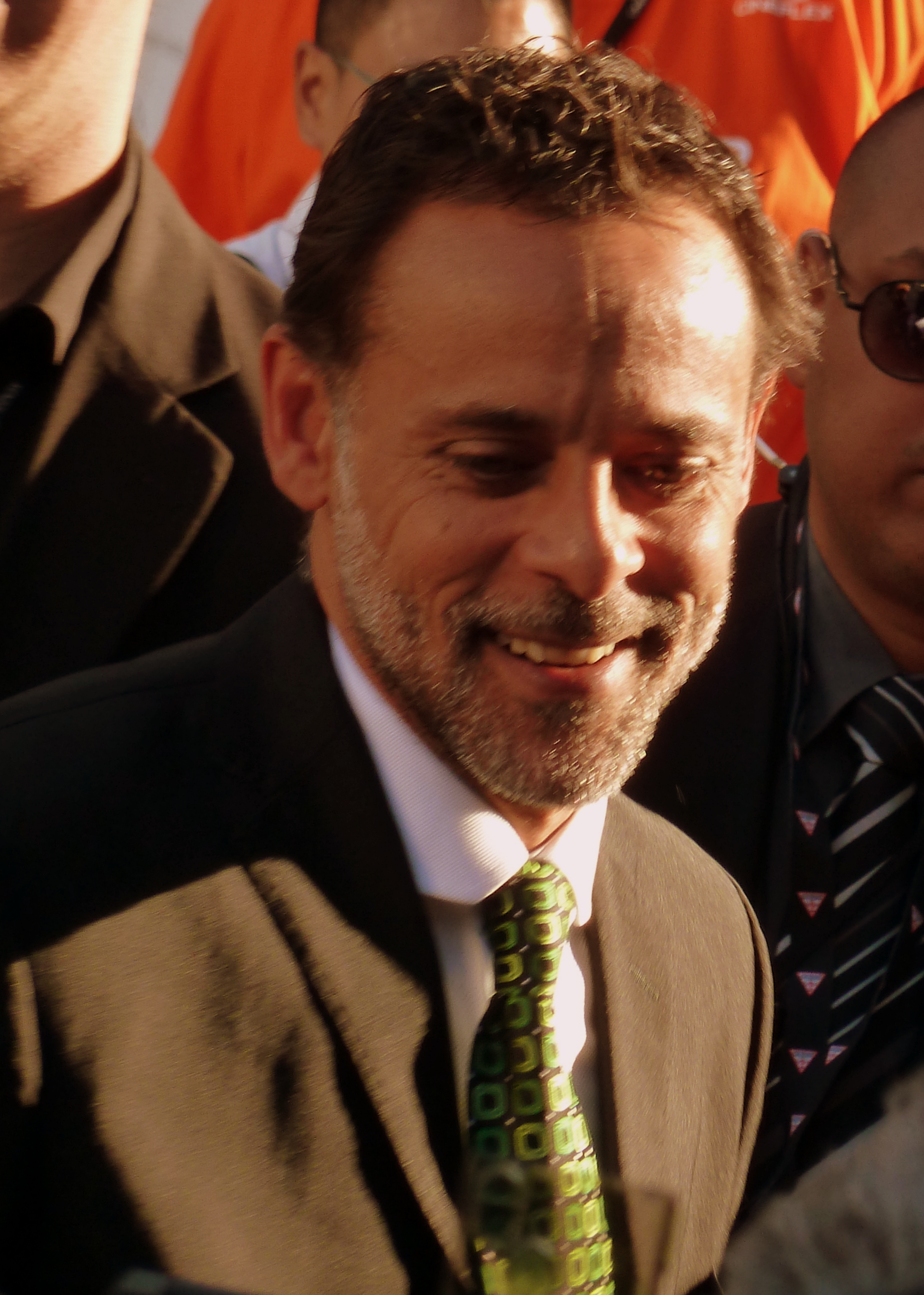
صورة اخرى للممثل في العام 2012

ألكسندر صديق (بالإنجليزية: Alexander Siddig)‏ ممثل إنجليزي من مواليد 21 نوفمبر 1965.
الكساندر صديق نجم هوليودى سودانى الاصل بريطانى الاكتشاف، ويلفت الانتباه له الاسم الثاني (صديق) الذي يتميز به السودانيون عن بقية الاجناس، وتأكدت هويته السودانية اثر برنامج (سكوب) الذي يبث على قناة (mbc) عندما كشف عن اصوله السودانية لمقدمة البرنامج وذكر انه من مواليد مدينة (مدني).
الممثل السوداني الأشهر الذي ينحدر من اسرة محمد أحمد المهدى (صديق الطاهر الفاضل الصديق عبد الرحمن محمد أحمد عبد الكريم المهدى) كما تقول موسوعة ويكيبديا أو الكساندر صديق هو الاسم الكامل لنجمنا السينمائي ولد في السودان عام 1965.
مثل في عدد من الافلام العالمية كان أغلبها تدور وقائعه عن العروبة والإسلام أو (الإرهاب)، صديق ساعدته التنشئة الإنجليزية في دخوله مجال السينما وساندته بعض الملامح العربية في لعب ادوار سينمائية فهو من أب سودانى وام إنجليزية (لبنانية الأصل)، ارتاد هذا المجال بنصيحة من خاله، كان فيلم (ستارتريك) الجزء الثالث الذي صدر العام 1995 م السبب في تغيير اسمه إلى (الكساندر صديق) لاعتقاده انه أسهل في النطق درس (سيد) كما يطلق عليه التمثيل في معهد لندن للموسيقا والدراما وعمل لفترة في مسرح مانشستر ومخرجاً في أحد مسارح لندن، وكان له الظهور في شاشة التلفزيون عبر دور (لورانس العرب). ويعتبر فيلم (سريانا) العام 2005 هو أبرز دور لعبه صديق عندما مثل شخصية (ناصر) ولى العهد في إحدى دول الخليج وتمثيله في هذا الفيلم مع النجم العالمي (جورج كلونى). وبرز له دور (عماد الدين الاصفهانى) في فيلم (Kingdom of Heaven) الذي يحكى عن صراع الشرق والغرب ومعارك صلاح الدين الايوبي، وواصل الصديق الظهور في الافلام سنوياً حتى العام 2009 حين ظهر كبطل لفيلم وقت القاهرة مع الممثلة (باتريسا كلارسون) بدور (طارق خليفة)، يؤدى فيه دور رجل متقاعد بلحية مليئة بالشيب، أمام امرأة تجاوزت الخمسين من العمر ويتناول الفيلم في أكثر جوانبه السياحة في مصر.
صديق الفاضل بالرغم من انه ذو اصول سودانية الا انه لم يحظ بالاهتمام من وسائل الاعلام المحلية ربما لانه لم يقض فترة طويلة في السودان حيث نشأ في إنجلترا.

## حياته الفنية
بدأه اليكسندر صديق حياته الفنية ممثلا على خشبة المسرح، اذ أدى موسماً مسرحيا في مانشستر، ثم عمل كمخرج في أحد مسارح لندن المتواضعة، وبعدها واجه جمهور الشاشة الصغيرة في دور الأمير فيصل في سلسلة (A Dangerous Man: Lawrence After Arabia[بحاجة لمصدر]) في العام 1990م، وأستطاع أن يلفت انتباه المخرج ريك بيرمان الذي كان بصدد صناعة سلسلة (star trek: deep space nine) والتي ظهر فيها أليكسندر بشخصية دكتور جوليات بشير ومن هنا بدأ يسطع نجم الممثل في سماء الشاشة الصغيرة والسينما.
ثم واصل أليكسندر التألق والظهور في أعظم الأعمال الدرامية المعاصرة، اذ تجسد دور أمير دورن في رائعة (HBO) مسلسل (Game of thrones[بحاجة لمصدر]) شخصية الأمير المقعد التي آثرت الهدوء وتناسي الثأر واستعداء اسرة لانستر ذات النفوذ والسلطة في الممالك السبع، هذا الخنوع اضطر أسرته للانقلاب عليه واغتياله والسيطرة على دورن والاستعداد للثأر عن مقتل الأميرة.
أما في السينما تألق أليكسندر في دور طارق خليفة المصري الذي كان يعيش صراعاً داخلياً بين مشاعره المتقدة لزوجة صديقه (باتريشا كلاركسون) وبين بوصلته الأخلاقية التي لم تطاوعه بإطلاق العنان للحب الجامح الذي سكن صدره، وبالرغم من سرقته بعض القبلات ولحظات الغزل، إلا أنه اختار تركها وشأنها والمضي في حياته وحيداً مضطربا يصارع للتشافي من اثار التجربة.
وفي مسلسل (Da Vinci's Demons) الذي استعرض حياة الفنان ليوناردو دافنشي، نزواته وفكره المتحرر وصراعاته مع سطوة الكنيسة، تألق صديق في شخصية (الرحيم) من الامبراطورية العثمانية، الذي حمل لدافنشي نبوءة (كتاب اوراق الشجر) الذي يحتوي على العلم والمعرفة وألهمه رحلة البحث عن الكتاب وفك طلاسم المعرفة التجريبية التي كانت تحاربها الكنيسة، استدعى أليكسندر ملكاته المسرحية لدور الرحيم الذي تطلب انفعالات خاصة وكلمات مؤثرة لإقناع دافنشي بتكريس حياته للبحث عن الكتاب.
وايضاٌ لعب دور الرسام روبن أوليفر المثقف الذي أعاد ل (بولي) حب الحياة وتقدير الذات بعد أن عانت من كونها غجرية غير متعلمة بالرغم من انتمائها لعائلة شيلبي التي اكتسبت سلطة ونفوذ سياسي ابان الحرب العالمية الأولى، هنا جسد أليكسندر شخصية الرسام التي تتسم بالهدوء والعمق والشاعرية في تحفة ال (BBC) مسلسل (Peaky blinders[بحاجة لمصدر]) الذي حصد جائزة الأكاديمية البريطانية لأفضل عمل درامي.
وفي اخر أعماله الدرامية ظهر في دور السويداني في (the spy[بحاجة لمصدر]) المسلسل القصير لشبكة (Netflix) رئيس أمن حافظ الأسد رئيس سوريا الأسبق، السويداني شخصية مرتابة متشككة ذات حدس أمني عالي مكنه من كشف ادي كوهين الجاسوس الإسرائيلي الأبرز الذي استطاع التقرب من الأسد واختراق الحكومة تحت غطاء شخصية كمال ثابت رجل أعمال وطني ومقرب من السلطة السورية.
أليكسندر ذو الصول السودانية يعتبر موهبة فريدة تمتاز بطيف واسع من القدرات الفنية، كما دللت أدواره خلفيته المسرحية صقلت مهارته في تجسيد الانفعالات وتعابير الجسد، يغلب على أدواره العمق والصراعات الداخلية الصامتة التي تتجسد في تعابير وجه فاتر ونغمة صوت هادئة، تتجلى وتتفلت أحياناً في انفعالاته كما في شخصيتي طارق خليفة وربن أوليفر، أو محاوراً مقنعا يتميز بالحيوية في انفعالات الجسد والتنوع في نغم الصوت كما جسدت شخصية الرحيم، وفي جميع الأحوال حزمة مهارات أليكسندر تتناسب مع الدراما والحوارات العميقة كما أنتوني هوبكنس في (west world) وكذا النجم الصاعد كيليان ميورفي في (peaky blinders)، فهل سنراه قريبا ضمن أبرز النجوم والاعمال الفنية ونراه في إحدى جوائز غرامي وأوسكار.

## روابط خارجية
- ألكسندر صديق على موقع IMDb (الإنجليزية)
- ألكسندر صديق على موقع قاعدة بيانات الأفلام العربية
- ألكسندر صديق على موقع ألو سيني (الفرنسية)
- ألكسندر صديق على موقع أول موفي (الإنجليزية)
- ألكسندر صديق على موقع قاعدة بيانات الأفلام السويدية (السويدية)
- ألكسندر صديق على موقع إن إن دي بي (الإنجليزية)
- ألكسندر صديق على موقع ديسكوغز (الإنجليزية)
- ألكسندر صديق على موقع قاعدة بيانات الفيلم (الإنجليزية)
- ألكسندر صديق على موقع كينوبويسك (الروسية)